# Ksor Phước
Ksor Phước (sinh năm 1954) là một chính khách Việt Nam, dân tộc Gia Rai. Ông nguyên là Ủy viên Ủy viên Ban Chấp hành Trung ương Đảng Cộng sản Việt Nam khóa VIII, IX,  X, ,XI, Bộ trưởng, Chủ nhiệm Ủy ban Dân tộc của Chính phủ Việt Nam (2002-2007).

## Thân thế
Ông còn có tên là Kpă Bình, sinh ngày 8 tháng 2 năm 1954 tại xã Ia Trok, Ayun Pa, Gia Lai.
Cha ông tên là KSor Ní, người dân tộc Gia Rai - Cán bộ tham gia tổng khởi nghĩa giành chính quyền năm 1945. Sau ngày Sài Gòn sụp đổ 30/4/1975, KSor Ní làm Bí thư Tỉnh ủy Gia Lai, rồi Chủ tịch Ủy ban nhân dân tỉnh Gia Lai - Kon Tum, là Đại biểu Quốc hội người Gia Rai đầu tiên ở tỉnh Gia Lai. KSor Ní ở cùng làng và rất thân thiết với anh hùng Núp (Đinh Núp).
Mẹ ông là bà Nguyễn Thị Chín, người Ba Na ở tỉnh Bình Định, tập kết ra Bắc năm 1954.
Cha mẹ ông sinh được 4 người con, ông là con trai thứ hai. Anh đầu của ông là ông KPă Phương, cán bộ hưu trí (2015). Em gái ông là KSor H'Nham, cán bộ hưu trí (2015). Ông có em trai út Ksor Nham, hiện là Phó Tổng cục trưởng Tổng cục Hậu cần - Kỹ thuật, Bộ Công an Việt Nam.

## Sự nghiệp
Thưở nhỏ, ông được theo học tại Trường Dân tộc Trung ương tại Hà Nội, do ông Y Ngông Niê Kdăm làm Hiệu trưởng và cha ông, Ksor Ní làm Trưởng phòng Giáo vụ. Sau khi tốt nghiệp, ông được đưa vào học tại trường Đại học An ninh.
Ông từng giữ chức Bí thư Tỉnh ủy Gia Lai.
Từ 2002-2007, Bộ trưởng Chủ nhiệm Ủy ban Dân tộc của Chính phủ.
Ông là đại biểu Quốc hội khóa X, XI, XII và XIII.

## Vinh danh
- Huân chương Chiến công hạng III.

1975 - 1980 Học trường Sĩ Quan An Ninh nay là Học viện An ninh nhân dân.

## Gia đình riêng
Vợ chồng Ksor Phước có hai người con một trai một gái. Con gái của ông là Ksor Phước Hà, sinh năm 1982, Thượng tá Công an, Đại biểu Quốc hội Việt Nam khóa 14 tỉnh Gia Lai, Phó Giám đốc Công an tỉnh Gia Lai.